# Human (álbum de Three Days Grace)
Human —en español: «Humano»— es el quinto disco de la banda canadiense de metal alternativo Three Days Grace, que fue lanzado el 31 de marzo de 2015.
El bajista Brad Walst, por su parte, dijo: "Es un disco bastante agresivo, para ser honesto. En Transit of Venus usamos el sintetizador un poco y experimentamos con canciones y todo nuestro proceso. Pero tengo que decir que todo este disco es bastante heavy, musicalmente y líricamente, tiene un sonido pesado".
El baterista Neil Sanderson dijo acerca del álbum: "Volvimos a nuestras raíces un poco y recapturamos ese sentimiento de colaboración de estar en una banda y llevar a cabo las mejores ideas en cada uno. Gavin (Brown, el productor) fue una gran parte de eso en el principio y sentimos que estamos de vuelta en esos días en los que estamos chocándonos las manos mutuamente con guitarras en nuestras manos".

## Antecedentes
La banda reveló la salida del nuevo álbum junto con el anuncio del nuevo sencillo y del cambio de cantante (Gontier por Matt Walst).
El 1 de abril de 2014, la banda lanzó su primer sencillo, Painkiller en iTunes. El 8 de abril de 2014, la canción fue lanzada a las estaciones de radio de rock de Estados Unidos. Dos meses más tarde, alcanzó el número 1 en las posiciones del Billboard Mainstream Rock. Luego, el segundo sencillo, I Am Machine alcanzaría la misma posición en esa lista.
El 26 de enero, Three Days Grace anuncia que su nuevo álbum se llamará "Human". El 24 de febrero del mismo año, la banda reveló el listado de canciones, arte de tapa, detalles de la edición de lujo e información de pre-ordenamiento del nuevo CD.

## Sencillos
Painkiller fue el primer sencillo del nuevo álbum, y al mismo tiempo la primera canción con el nuevo cantante Matt Walst. Fue lanzado el 1 de abril de 2014.
I Am Machine fue el segundo sencillo del álbum. Iba a salir originalmente el 30 de septiembre pero el lanzamiento se adelantó al 29 de septiembre por la filtración del mismo.
Human Race fue el tercer sencillo del álbum. Se estrenó el 22 de marzo de 2015 con un video en YouTube, donde se podían leer las letras, y una canción en la que se aprecia un gran solo por parte de Barry Stock. El 14 de mayo del mismo año la banda lanza a través del mismo canal de YouTube el video oficial del sencillo.
Fallen Angel fue el cuarto sencillo del álbum. Fue lanzado el 15 de septiembre de 2015.

## Recepción
Human ha recibido críticas mixtas después de su lanzamiento. El álbum debutó en el número 2 en la lista de álbumes de Canadá, vendiendo 6.700 copias en su primera semana.
El sitio Artist Direct dio una crítica positiva de este álbum, elogiando tanto la parte lírica como musical del mismo, y resaltando la importancia del productor, Gavin Brown, dentro de la grabación. En el mismo artículo, comparan el trabajo del grupo con el de bandas como AC/DC y Alice in Chains.
Por su parte, en el sitio web de Evigshed Magazine dijeron: "En muchos sentidos, se sienten cambios en "Human". Three Days Grace encontró una nueva energía que es palpable en todo el álbum, así como una cierta libertad para todo el mundo a expresarse a través de canciones. "Human" refleja los últimos años de sus vidas. (El álbum) se siente orgánico y personal". También resalta la oscuridad que se observa en el álbum.
Nick Mongiardo de Sputnikmusic en cambio, dio una opinión completamente negativa, observando que "En realidad, este álbum de verdad podría haber sido mucho peor. A pesar de este descubrimiento, eso también es como decir que un holocausto nuclear podría ser peor". Mongiardo habla de letras abismales, instrumentación mundana y una dolorosa y aburrida performance vocal, diciendo que la banda son "un grupo de hombres mayores atrapados en la mentalidad de adolescentes angustiados", considerando que el álbum "verdaderamente sufre" la falta de Gontier.
Broken Records nombra aspectos tanto positivos como negativos del álbum, destacando las letras, el sonido oscuro y los solos de guitarra, y criticando las canciones repetitivas y la falta de temas acústicos en la grabación. Compara el sonido de este álbum con el de Papa Roach, F.E.A.R..
Heather Allen en Mind Blown Equals, compara el estilo de algunas canciones con el sonido de Linkin Park, y agregó "Siempre es preocupante cuando un cantante es reemplazado debido a que la banda que usted ha llegado a conocer y amar podría fácilmente hacer un completo musical 180. Por suerte, Three Days Grace no se alejó demasiado de su estilo original". Allen elogió a Walst por su capacidad de "Seguir a Gontier sin ser una réplica completa de él".

## Lista de canciones
| Tracks |                                                    |                                                                                        |          |  |
| N.º    | Título                                             | Escritor(es)                                                                           | Duración |  |
| 1.     | «Human Race»                                       | Neil Sanderson, Brad Walst, Gavin Brown, Barry Stock & Matt Walst                      | 4:09     |  |
| 2.     | «Painkiller»                                       | Johnny Andrews, Brown, Sanderson, B. Walst, Stock, M. Walst & Doug Oliver              | 2:58     |  |
| 3.     | «Fallen Angel»                                     | Sanderson, B. Walst, Brown, Stock, M. Walst, Christopher Millar, Joey Moi & Ted Bruner | 3:06     |  |
| 4.     | «Landmine»                                         | Sanderson, B. Walst, Brown, Stock & M. Walst                                           | 3:25     |  |
| 5.     | «Tell Me Why»                                      | Sanderson, B. Walst, Brown, Stock & M. Walst                                           | 3:30     |  |
| 6.     | «I Am Machine»                                     | Andrews, Brown, Sanderson, B. Walst, Stock & M. Walst                                  | 3:21     |  |
| 7.     | «So What»                                          | Sanderson, B. Walst, Brown, Stock, M. Walst, Marti Frederiksen & Mark Holman           | 2:57     |  |
| 8.     | «Car Crash»                                        | Sanderson, B. Walst, Brown, Stock & M. Walst                                           | 2:50     |  |
| 9.     | «Nothing's Fair in Love and War»                   | Sanderson, B. Walst, Brown, Stock & M. Walst                                           | 3:44     |  |
| 10.    | «One Too Many»                                     | Sanderson, B. Walst, Brown, Stock, M. Walst & Casey Marshall                           | 2:41     |  |
| 11.    | «The End Is Not the Answer»                        | Sanderson, B. Walst, Brown, Stock & M. Walst                                           | 2:52     |  |
| 12.    | «The Real You»                                     | Sanderson, B. Walst, Brown, Stock & M. Walst                                           | 3:54     |  |
| 13.    | «You Don't Get Me High Anymore» (Phantogram cover) |                                                                                        | 3:50     |  |

| Deluxe edition bonus tracks |                                  |              |          |  |
| N.º                         | Título                           | Escritor(es) | Duración |  |
| 13.                         | «Every Other Weekend»            |              | 4:18     |  |
| 14.                         | «Human Race» (alternate version) |              | 4:00     |  |
| 15.                         | «Painkiller» (live)              |              | 3:20     |  |
| 16.                         | «Let You Down» (live)            |              | 4:10     |  |

## Créditos
| Three Days Grace - Matt Walst - Voz líder, guitarra rítmica - Barry Stock - Guitarra líder - Brad Walst - Bajo - Neil Sanderson - Batería Personal adicional - Dani Rosenoer - Teclados, sintetizador, programación - Compositores adicionales: Ted Bruner (3), Joey Moi (3), Mark Holman (7), Christopher Millar (3), Doug Oliver (2), Johnny Andrews (2, 6), Gavin Brown (1-12), Casey Marshall (10) & Marti Frederiksen (7) | Producción - Producción: Gavin Brown - Ingeniería de sonido: Lenny DeRose - Mezcla: Nick Raskulinecz (tracks 1, 4, 5, 7-12), Chris Lord-Alge (tracks 2, 3, 6), Keith Armstrong y Nik Karpen - Masterización: Joe LaPorta - Asistentes de estudio: Alex Krotz, Nathan Yarbourgh, Dim-E Krnjaic, Kevin O'Leary y Trevor Anderson - Edición: Dave Mohacsi y Alastair Sims - A&R: David Wolter Ilustración - Dirección creativa: Erwin Gorostiza - Dirección de imagen: Chris Feldmann y Three Days Grace - Diseño: Chris Feldmann - Fotografía: Michael Muller - Ilustración: Matthew Curry |

## Posición en las listas
| Lista (2015)                          | Posicionamiento |
| ------------------------------------- | --------------- |
| Australian Top 100 Albums Chart       | 63              |
| Canadian Albums Chart                 | 2               |
| German Top 100 Albums Chart           | 77              |
| New Zealand Albums                    | 34              |
| U.S. Billboard 200                    | 16              |
| U.S. Billboard Top Album Sales        | 10              |
| U.S. Billboard Top Rock Albums        | 3               |
| U.S. Billboard Top Alternative Albums | 3               |
| U.S. Billboard Top Hard Rock Albums   | 1               |

## Certificaciones
| País   | Organismo certificador | Certificación | Ventas certificadas | Ref.   |
| ------ | ---------------------- | ------------- | ------------------- | ------ |
| Canadá | Music Canada           | Oro           | 40 000              | [ 22 ] |